# Грушатичі
Груша́тичі — село в Україні, у Добромильській міській громаді Самбірського району Львівської області. Населення становить 523 особи.
У селі є церква, названа на честь свята Різдва Пресвятої Богородиці, яка належить парафії ПЦУ.

## Відомі люди
З Грушатич походили батьки американського актора Джона Годяка.

## Галерея

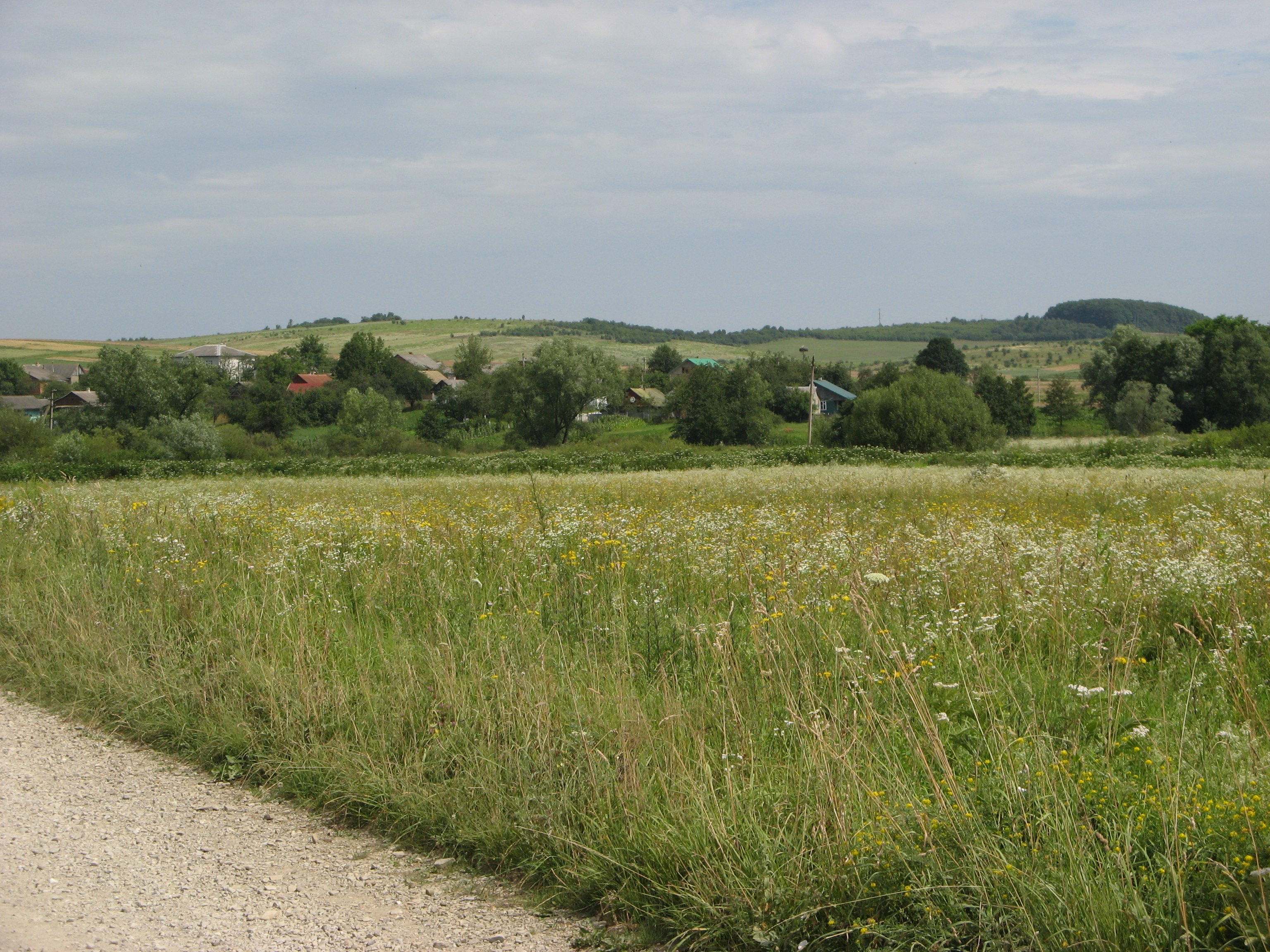
Біля східної околиці села
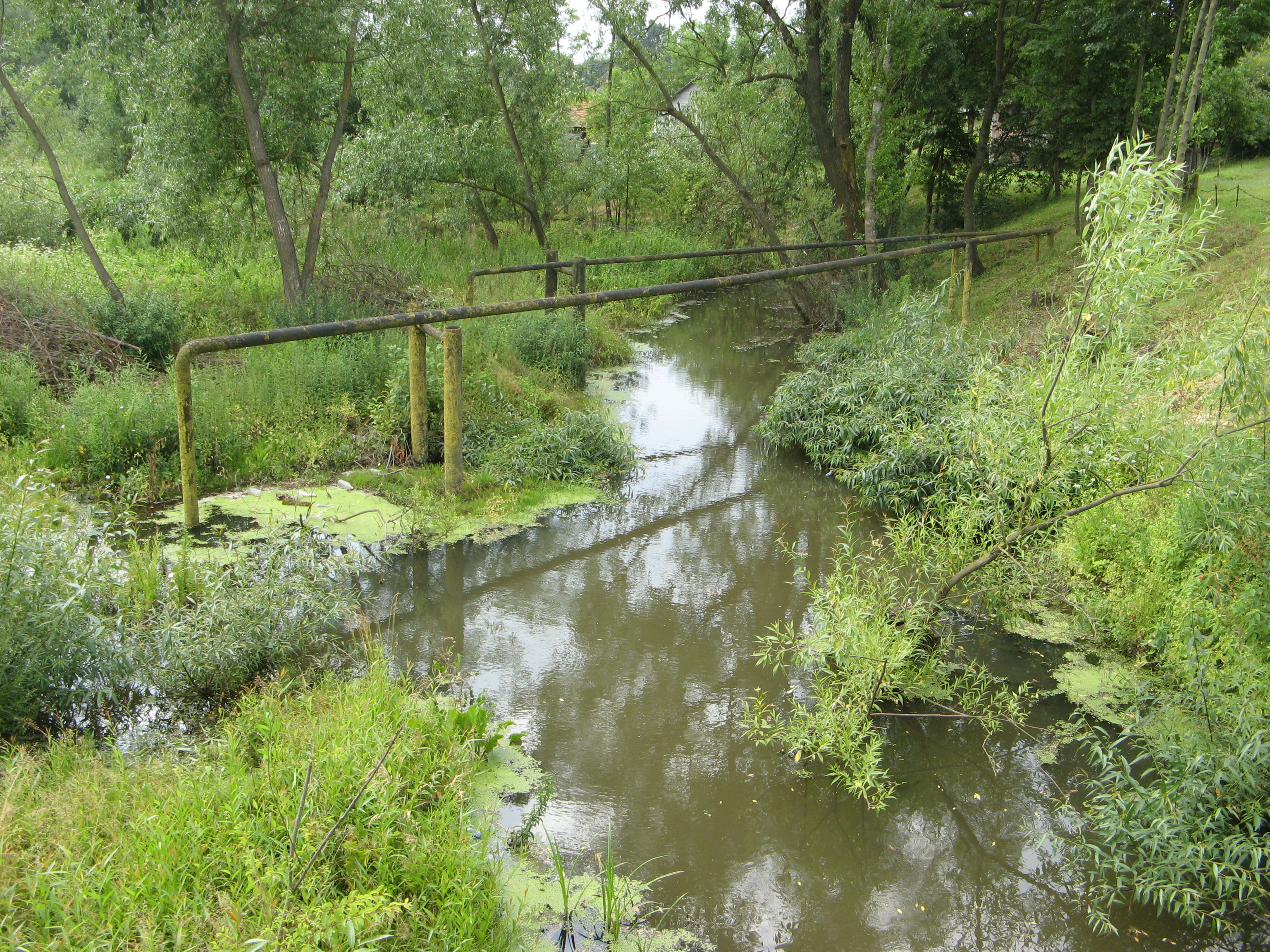
Річка Чижка в Грушатичах